# Arboretum w Lipnie
Arboretum w Lipnie – park dendrologiczny w Lipnie koło Niemodlina, najstarsze arboretum w Polsce.

## Historia
Jest to obszar, który we wczesnym średniowieczu zajmowała Przesieka Śląska, puszcza oddzielająca Śląsk Dolny od Górnego, gdzie w XVIII wieku urządzono krajobrazowy park angielski. Założony został w 1782 roku przez Jana Nepomucena Karola Praschmę, właściciela dóbr niemodlińskich (jako pierwsze posadzono dwa jałowce wirginijskie – obecnie jedne z najstarszych i najwyższych w Polsce). Urządzenie ogrodu powierzono nieznanemu ogrodnikowi wirtemberskiemu. 
Po II wojnie światowej nastąpił znaczny ubytek roślin: w 1952 było tu 135 gatunków, a w 1977 już tylko 95.

## Współczesność
Obecnie wchodzi w skład administrowanego przez Nadleśnictwo Tułowice zespołu przyrodniczo-krajobrazowego „Lipno” i zajmuje obszar 4,18 ha, położony w oddziale 154g Leśnictwa Goszczyce. Na terenie ogrodu rośnie wiele gatunków drzew ze strefy umiarkowanej Ameryki Północnej, Azji, Europy Południowej, sprzyjają temu panujące tu warunki klimatyczne i gruntowe. Park jest najcieplejszym miejscem Opolszczyzny – średnia roczna temperatura wynosi 8,6 °C, a śródleśne położenie ogrodu sprawia, że rosnące tu rośliny są osłonięte od mrozu i wiatru. 
Park dysponuje interesującą kolekcją azalii i rododendronów. Rośnie tu jeden z najstarszych i największych w Polsce żywotników olbrzymich. Inne cenne rośliny to: tulipanowiec amerykański, ambrowiec balsamiczny, czy grujecznik japoński. Grzyby reprezentuje m.in. rzadki gwiazdosz frędzelkowany.